# Der Hexenjäger
Der Hexenjäger ist ein britischer Horrorfilm von Regisseur Michael Reeves aus dem Jahr 1968.

## Handlung
1645, während des Englischen Bürgerkriegs, reist der Inquisitor Matthew Hopkins (1620–1647) mit seinem Assistenten John Stearne durch East Anglia. In jedem Dorf, das sie besuchen, bringen sie durch Folter Dorfbewohner dazu, Hexerei zu gestehen, und erzwingen von der Verwaltung ihren Lohn.
Die Kirche und die abergläubische Gesellschaft unterstützen Hopkins bei diesen Morden.
Richard Marshall, ein junger Rundkopf, kehrt nach Brandeston, Suffolk, zu seiner Geliebten Sara zurück. Er hält um Saras Hand an und erhält von ihrem Onkel John Lowes die Erlaubnis zur Heirat unter der Bedingung, dass er sie möglichst weit von dem Dorf wegbringen solle. Während Marshalls Abwesenheit hat sich die Familie zu Außenseitern entwickelt. Marshall muss aber zunächst zu seinem Regiment zurückkehren.
Noch bevor das Pärchen fliehen kann, gerät Lowes in die Hände des Hexenjägers. Er wird gefoltert und soll getötet werden. Sara versucht, den Hexenjäger dazu zu bewegen, ihren Onkel zu verschonen. Sie bietet ihren Körper als Gegenleistung an. Hopkins nutzt dies aus und verschont den Onkel. Er wird dabei jedoch von seinem Assistenten beobachtet. Danach wird er in eine andere Stadt gerufen. In seiner Abwesenheit vergewaltigt Stearne das Mädchen. Als Hopkins dies erfährt, lässt er den Onkel töten.
Marshall kehrt wieder zurück und erfährt, was Sara und ihrem Onkel passiert ist. Er heiratet Sara in einer heidnischen Zeremonie und versucht, den Assistenten auf eigene Faust zu töten. Stearne gelingt es aber zu entkommen und er berichtet seinem Vorgesetzten von den Racheplänen des jungen Mannes.
Hopkins stellt Richard und Sara in Lavenham eine Falle. Er nimmt Sara und ihren Mann gefangen, schleppt sie in einen Kerker und klagt beide der Hexerei an. Trotz starker Folter gestehen die beiden nichts. Marshall gelingt es, sich zu befreien. Mit einer Axt schlägt er mehrmals auf den Hexenjäger ein und richtet ihn übel zu. Bevor er ihn töten kann, erschießt ein herbeigeeilter Soldat Hopkins, um ihn von seinem Leiden zu erlösen. Richard beschuldigt den Soldaten, ihn an seiner Rache gehindert zu haben. Sara, an den Rand des Wahnsinns gebracht, schreit unkontrolliert.

## Hintergrund
Der Film basiert lose auf dem Roman Witchfinder General von Ronald Bassett. Ein Hexenjäger namens Matthew Hopkins existierte tatsächlich, auf ihm beruht die Figur des Romans. Hopkins war ein selbsternannter Hexenjäger, der zahlreiche unschuldige Menschen der Hexerei anklagte und zum Tode verurteilte. Er starb 1647 an Tuberkulose. Ebenso wie sein Assistent sind auch einige seiner Opfer, beispielsweise der Priester John Lowes, historische Figuren.
Der Film ist eine amerikanisch-britische Koproduktion. Die beiden Studios American International Pictures (AIP) und Tigon British teilten sich die Kosten. Im amerikanischen Markt wurde der Film unter dem Titel The Conqueror Worm vermarktet. Das war der Titel eines Gedichtes in der Erzählung Ligeia von Edgar Allan Poe. Damit wurde versucht den Film in die Reihe von Poe-Verfilmungen zu rücken, mit denen AIP in den 1960er Jahren große Erfolge feierte. Das Gedicht von Poe wurde am Anfang und am Ende von Price rezitiert, damit der Titel passen sollte. Es sollte der letzte Film von Michael Reeves werden, der mit 25 Jahren an einer Drogenüberdosis verstarb.
Reeves favorisierte eigentlich Donald Pleasence für die Rolle des Matthew Hopkins. Die amerikanischen Geldgeber setzten allerdings Vincent Price durch, sehr zum Ärger des Regisseurs, der den Darsteller während der gesamten Dreharbeiten seine Verärgerung spüren ließ. Es wird spekuliert, dass die Spannungen am Set der dämonischen Darstellung von Vincent Price zuträglich waren. Im Nachhinein bezeichnete Price seine Leistung als eine der besten seiner Karriere.

“Michael had this plan, which was, ‘I’m not going to have him giving one of those effete performances.’ So he proceeded to ignore Vincent. Vincent never went to dailies. I said, ‘You should see the beautiful job Michael’s doing,” but he wouldn’t go. By ignoring him, Michael got this gutsy performance out of him. Finally, when he saw the movie in New York, about three months after it was finished, he wrote a letter to Michael, saying that he had actually got his best performance out of him.”

„"Michael hatte den folgenden Plan:" Ich werde ihm keine Gelegenheit geben, eine dieser verweichlichten Darstellungen zu bringen." Und so ging er dazu über, Vincent zu ignorieren. Vincent ging nie zu den täglichen Mustervorführungen. Ich sagte: "Sie sollten die schöne Arbeit sehen, die Michael macht", aber er ging nicht hin. Durch das Ignorieren holte Michael diese mutige Darstellung aus ihm heraus. Schließlich, als Vincent drei Monate nach Fertigstellung in New York den Film sah, schrieb er einen Brief an Michael und sagte, dass er tatsächlich seine beste Leistung aus ihm herausgeholt hätte."“

Der Film enthält einige harte Szenen, die der britischen Zensur zum Opfer fielen. Außerhalb von Großbritannien kam eine ungeschnittene Version in die Kinos. Für den deutschen Markt wurden darüber hinaus noch Nacktszenen eingefügt. Lange Zeit existierte keine deutsche Uncut-Version des Films für den Heimkinomarkt, obwohl MC One ihre FSK18-Fassung so bewerben.
Inzwischen liegen ungeschnittene Versionen des Labels Wicked Vision vor. Die Indizierung des Films wurde 2008 wieder aufgehoben, im Januar 2020 wurde die Altersfreigabe auf 16 Jahre herabgesetzt.

## Synchronisation
Die deutsche Synchronfassung entstand im Rob Houwer Film Tonstudio, München. Volker Vogeler schrieb das Dialogbuch und führte Regie.
| Rolle            | Darsteller       | Synchronsprecher  |
| ---------------- | ---------------- | ----------------- |
| Matthew Hopkins  | Vincent Price    | Lukas Ammann      |
| Richard Marshall | Ian Ogilvy       | Eckart Dux        |
| John Lowes       | Rupert Davies    | Hans W. Hamacher  |
| Sara Lowes       | Hilary Dwyer     | Heidelinde Weis   |
| John Stearne     | Robert Russell   | K. E. Ludwig      |
| Loach            | Wilfrid Brambell | Alois Maria Giani |

## Bedeutung
Der Hexenjäger war der erste Film, der die Hexenverfolgung zum Thema eines Horrorfilms machte, und zog durch seinen großen Erfolg diverse Nachfolgefilme nach sich (unter anderem Hexen bis aufs Blut gequält und Der Hexentöter von Blackmoor), die qualitativ jedoch diesen Film nicht erreichen konnten. Trotz seiner Schockwirkung ist der Film eher atmosphärisch angelegt und versucht den Schrecken der Inquisitionszeit exakt nachzubilden. Die Brutalität der Szenen ist für seine Zeit sehr gewagt. Seine Bedeutung für den Horrorfilm seiner Zeit ist nicht zu unterschätzen. Er gilt heute unter Horror-Fans als Kultfilm, ist jedoch außerhalb dieses Publikums nicht sehr weit verbreitet.
Auch in der Metal-Szene wird der Film verehrt: So benannte sich eine Band Witchfinder General und es gibt mehrere Lieder mit Referenzen an Matthew Hopkins, u. a. von Saxon. Die britische Doom-Band Cathedral benutzte für das Video zu ihrem Song Hopkins (The Witchfinder General) Szenen aus dem Film.

## Kritiken
„Die "Hexen"-Verfolgungen und Morde des Ex-Advokaten Matthew Hopkins während des Bürgerkrieges unter Karl I. von 1644 bis 1646 in England. Die auf Schauer- und Rühreffekte angelegte Illustration dieser schrecklichen Geschehnisse entbehrt jeder geistigen und künstlerischen Durchdringung, so daß die krassen Brutalitäten nur noch selbstzweckhaft erscheinen.“

„WITCHFINDER GENERAL ist ein Film, den man als Genreinteressierter gesehen haben sollte. Der Film besitzt in vielerlei Hinsicht Vorbildfunktion für spätere ähnlich gelagerte, aber qualitativ minderwertige Streifen, ist stellenweise schön fotografiert, bedient sich innovativer Kameraführung und ist in seinen Action-Sequenzen sorgfältig ausgeführt und inszeniert, seine Gewalt ist selten selbstzweckhaft. das Drehbuch originell und konsequent, die darstellerischen Leistungen für Genreverhältnisse geradezu überragend.“

„Wohl kein anderer Film beschreibt mit derartiger Authentizität und Eindringlichkeit die unmenschlichen Grausamkeiten im Zuge von Inquisition und Hexenverfolgung durch religiösen Fanatismus.“

„Ein extrem brutaler Film über eine Liebe zur Zeit des englischen Bürgerkrieges im Jahre 1645, der in der genüßlichen Schilderung von Sadismen schwelgt. Ein Bemühen um historische Zusammenhänge und kritische Distanz zu ihnen ist nirgends zu spüren und auch kaum beabsichtigt. Wegen seiner anti-humanen Haltung entschieden abzulehnen.“